# Sammy Hagar (álbum)
Sammy Hagar es el segundo álbum de estudio de Sammy Hagar, publicado en enero de 1977. Es conocido también como The Red Album (el álbum rojo), e incluye el primer sencillo exitoso de Hagar: "Red".

## Lista de canciones
1. "Red" (John Carter, Sammy Hagar) - 4:04
2. "Catch the Wind" (Donovan) - 4:37
3. "Cruisin' & Boozin'" (Hagar) - 3:09
4. "Free Money" (Lenny Kaye, Patti Smith) - 3:59
5. "Rock 'N' Roll Weekend" (Hagar) - 3:09
6. "Fillmore Shuffle" (Bruce Stephens) - 3:45
7. "Hungry" (Barry Mann, Cynthia Weil) - 3:05
8. "The Pits" (Carter, Hagar) - 3:06
9. "Love Has Found Me" (Hagar) - 3:51
10. "Little Star/Eclipse" (Hagar) - 6:08

## Sencillos
- "Catch the Wind" (edición en mono) / "Catch the Wind" (stereo edit) - EE. UU. (Capitol SPRO-8586)
- "Catch the Wind" (versión del álbum) / "Red" - EE. UU. (Capitol SPRO-8587)
- "Catch the Wind" / "Rock 'n' Roll Weekend" - UK (Capitol CL 15913)
- "Catch the Wind" / "Red" - Bélgica (Capitol C006-85 105)
- "Catch the Wind" / "Red" - Francia (Capitol C006-85 105)
- "Catch the Wind" / "Red" - Alemania (Capitol 006-85 105)
- "Catch the Wind" / "Red" - Holanda (Capitol 5C 006-85 105)
- "Catch the Wind" / "Red" - Italia (Capitol 3C 006 85105)

## Créditos
- Sammy Hagar: voz, guitarra
- Bill Church: bajo
- Alan Fitzgerald: teclados
- David Lewark: guitarra
- Scott Mathews: batería